# Амир Ейд
Амир Ейд (на арабски: أمیر عید; роден на 26 ноември 1983 г.) е египетски певец, автор на песни и актьор, основател и водещ вокалист на рок групата Кайроки. Групата, създадена през 2003 г., записва политически песни по време на египетската революция, включително „Sout el Horeya“ и „Ya el Midan“. Той е поддръжник на палестинската кауза, която присъства в песента му „Telk Qadeya“.

## Музикална кариера
Ейд основава египетската рок група Cairokee през 2003 г.
През октомври 2023 г. Eid беше сред 25-те артисти от Близкия изток и Северна Африка, които си сътрудничат по сингъла „Rajieen“, издаден за набиране на средства в отговор на геноцида в Газа по време на войната Израел-Хамас. На 30 ноември 2023 г. Eid издават „Telk Qadeya“ („Тази кауза“), също в знак на солидарност с Палестина. Песента, която критикува Съединените щати, че не правят достатъчно, за да спрат Израел, има 7,2 млн. гледания в Ютюб към 2025 г.

## Дискография

### Албуми
- 2024: Roxi[5]

## Филмография
- 2019: When We're Born[6]
- 2022: Rivo[7]
- 2024: Reasons for Travel[8]